# 薩爾達河
薩爾達河是俄羅斯的河流，位於斯維爾德洛夫斯克州內，屬於塔吉爾河的右支流，發源自烏拉爾山脈中部東麓，河道全長122公里，流域面積1,770平方公里，河水主要來自融雪，在每年10月下旬至11月上旬開始結冰，直至翌年4月，河畔城鎮有上薩爾達和下薩爾達。
58°13′47″N 61°3′17″E / 58.22972°N 61.05472°E